# Neotropical silverside
Cá hông bạc Trung-Nam Mỹ (tiếng Anh: Neotropical silverside) là một họ, Atherinopsidae, gồm các loài cá trong bộ Cá suốt. Khoảng 104 loài thuộc 13 chi phân bố khắp các vùng biển nhiệt đới và ôn đới của Tân Thế giới, bao gồm cả môi trường sống ở biển và nước ngọt. Các loài grunion và cá hông bạc Đại Tây Dương quen thuộc cũng thuộc họ này.